# 島物
島物（しまもの）とは茶道具の分類の一種である。舶来製品の中で中国製を「唐物」、朝鮮半島製を「高麗物」と呼ぶが、これ以外を特に「島物」と呼んでいる。

## 主な種類
- 呂宋（るそん）：フィリピンのルソン経由でもたらされた陶器（茶壺参照）。
- 安南（あんなん）：ベトナム製の染付け陶器。
- 南蛮（なんばん）：東南アジア系統の焼締めの陶器の総称。
- ハンネラ：南蛮焼の一種。
- 砂張（さはり）：銅を主とする合金であるが、特に東南アジア系統の製品を指すことがある。
- 独楽（こま）：タイなどで作られた漆器で、同心円状に塗られた色漆が回転する独楽に似ることから称される。
- 蒟醤（きんま）：タイ、ミャンマーで作られる漆器で、細かな線刻紋様に特徴がある（キンマ参照）。